# Calçudo-de-patas-pretas
O calçudo-de-patas-pretas ou calçadinho-escuro (nome científico: Eriocnemis derbyi) é uma espécie de ave apodiforme pertencente à família dos troquilídeos, que inclui os beija-flores. Sendo um dos "brilhantes", da tribo Heliantheini na subfamília Lesbiinae, encontra-se na Colômbia e no Equador.

## Taxonomia e sistemática
O calçudo-de-patas-pretas é monotípico, embora ao mesmo tempo tenha sido pensado para ter duas subespécies.

## Descrição
O calçudo-de-patas-pretas tem cerca 10 cm (3.9 in) longo. Tem uma conta reta enegrecida. Os machos são principalmente verdes dourados brilhantes em geral, às vezes com destaques pretos, e têm coberturas superiores e inferiores de malaquita verde brilhante. Suas pernas inchadas são pretas e a cauda é bifurcada e preta. As fêmeas são semelhantes, mas têm partes inferiores brancas com manchas verdes, e suas pernas são uma mistura de preto e branco acinzentado. A fêmea também tem um tom azulado na testa. Os juvenis se assemelham às fêmeas.

## Distribuição e habitat
O puffleg de coxa preta é encontrado nos Andes Centrais da Colômbia, do Departamento de Tolima e ao sul da província de Imbabura, no noroeste do Equador. Habita pastagens arbustivas e bordas de florestas úmidas, e na Colômbia também foi registrada em ravinas arbustivas. Prefere paisagens um pouco abertas. Em altitude varia de 2,500 to 3,600 m (8,200 to 11,800 ft) e é mais comum acima de 2,900 m (9,500 ft).

## Status
A IUCN avaliou o puffleg de coxa preta como Quase Ameaçado. Tem um alcance moderadamente pequeno; seu tamanho populacional não é conhecido e acredita-se que esteja diminuindo devido à perda de habitat. É considerado incomum para localmente comum, e "[r]rapidamente leva a habitats artificiais, como pastagens e jardins".